# أنجل ريس
أنجل ريس (بالإنجليزية: Angel Reese) (6 مايو 2002) هي لاعبة كرة السلة الجامعية أمريكية، تلعب لفريق LSU Tigers في مؤتمر الجنوب الشرقي (SEC)، ولدت في راندالستاون بولاية ماريلاند. نشأت تحب الباليه والسباحة والمسار بالإضافة إلى كرة السلة، التحقت بأكاديمية سانت فرانسيس في بالتيمور، ماريلاند.
هي الأن تلعب بفريق شيكاغو سكاي